# Проспект Ленина (Екатеринбург)
Проспект Ле́нина (изначальные названия — Большая, Прешпективная, Главная прешпективная улица, в начале XIX века — Прошпективная дорога, Проспективная улица, с 1845 г. до 1919 г. — Главный проспект, до 1962 г. — улица Ленина) — проспект в центре Екатеринбурга, главная улица города. Идёт от площади Коммунаров (Московская ул.) до площади Кирова (ул. Мира), в четырёх административных районах города: дома № 1—33 (нечётная сторона) до ул. Горького — Верх-Исетский район, № 35—105, от ул. Горького до ул. Мира — Кировский район, № 2—38А (чётная сторона), до ул. К. Либкнехта — Ленинский район, № 40—58, от ул. К. Либкнехта до ул. Восточной — Октябрьский район район, № 60А—74, от ул. Восточной до ул. Мира — Кировский район. Общая протяжённость — 4600 метров.

## Расположение и благоустройство
Проспект Ленина проходит с запада на восток начиная от улицы Репина и Площади Коммунаров. Заканчивается на пересечении с улицей Мира. Пересекается с улицами Шейнкмана, Сакко и Ванцетти, Хохрякова, Маршала Жукова, Вайнера, Урицкого, Банковским переулком, 8 Марта, Горького, Пушкина, Толмачева, Карла Либкнехта, Луначарского, Бажова, Мичурина, Восточная, Чебышева (прямого соединения не имеет), Тимирязева и другими.

## История и архитектура

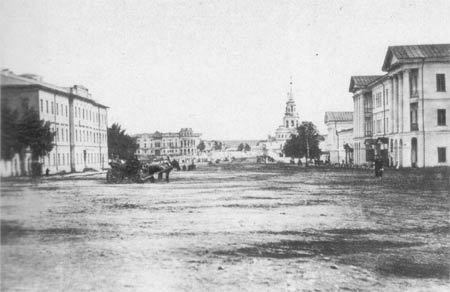
Главный проспект, вид в сторону плотины городского пруда, фото 1910 г.

Проспект застраивался на протяжении всей истории города зданиями самых разных архитектурных стилей. С XVIII века на проспекте устроена центральная аллея (многократно перестраивалась и планировалась к ликвидации, но сохранилась до наших дней).
Образовался при строительстве плотины городского пруда в 1723 году. Проходя через плотину улица связывала западную и восточную половину города (Церковную и Торговую стороны). Улица застраивалась постепенно, вдоль Московской и Шарташской дорог.
Первое каменное здание (и самое старое из сохранившихся) — Главное управление горных заводов (Горная канцелярия, 1737 г. — сер. XIX в., классицизм), о других зданиях построенных на площади 1905 года, см. в статье Площадь 1905 года. В 1820—1821 годах была построена аптека Екатеринбургского горного ведомства (классицизм). В 1860—1866 гг. построено здание бывшего окружного суда на набережной Городского пруда (арх. А. И. Падучев). В 1912 году был построен Театр оперы и балета (стиль модерн, арх. К. Т. Бабыкин, проект архитектора В. Семёнова, реконструирован к 26 декабря 1982 года).
В 1920—1930-е годы многие здания дореволюционной постройки были снесены и перестроены, а на их месте выстроен целый ряд зданий в стиле конструктивизм: «Дом Связи» (д. 39, ныне Почтамт, по проекту архитектора К. И. Соломонова, 1934), «Дом Печати» (д. 47, типография «Уральский рабочий», 1930, архитектор Г. А. Голубев), здание Облисполкома (д. 34, архитектор С. В. Захаров, 1934), «Клуб строителей» (д. 50, архитектор М. Я. Корнфельд, 1930), жилые комплексы «1-й Дом Горсовета» (д. 36, 1928), «4-й Дом Горсовета» (д. 5, архитектор С. В. Домбровский, 1929—1931), «Городок чекистов» (д. 69, архитекторы Антонов, Соколов, Тумбасов, 1929—1936) и Госпромурала (д. 52-54, архитекторы Е. Н. Коротков, Г. П. Валенков, А. Б. Горшков 1931—1938). Позднее — здание Штаба УрВО с жилым комплексом (д. 71, арх. А. М. Дукельский, 1935—1940). В конце проспекта были построены корпуса УПИ (1939). В 1929—1931 гг. на всей протяжённости проспекта была проложена трамвайная линия.

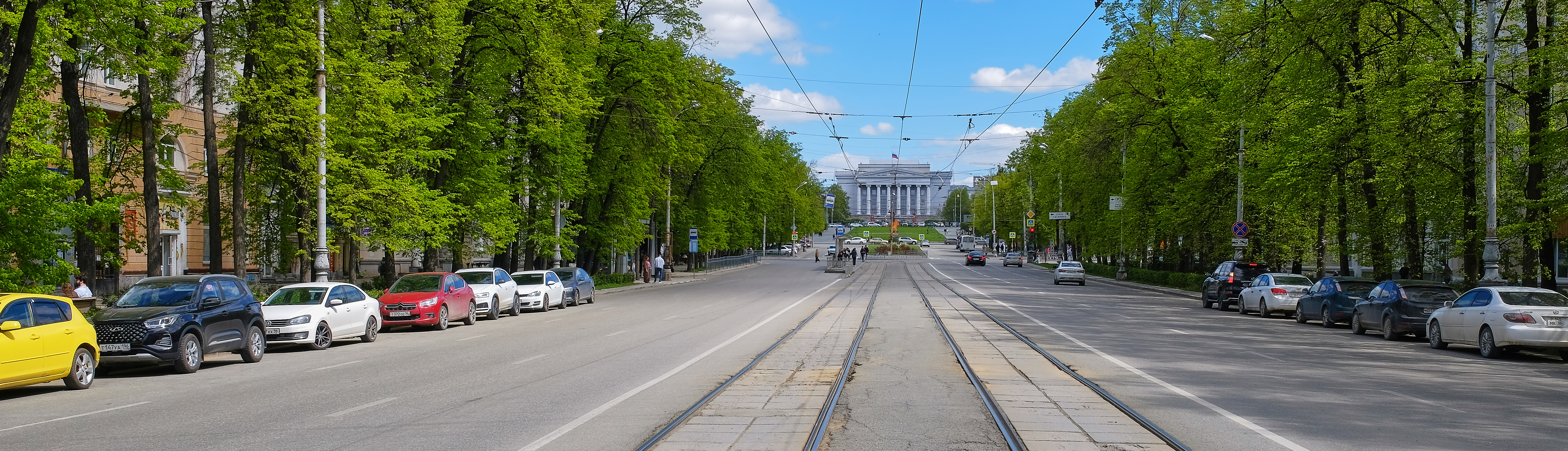
Вид на главный корпус УПИ, замыкающий перспективу проспекта Ленина

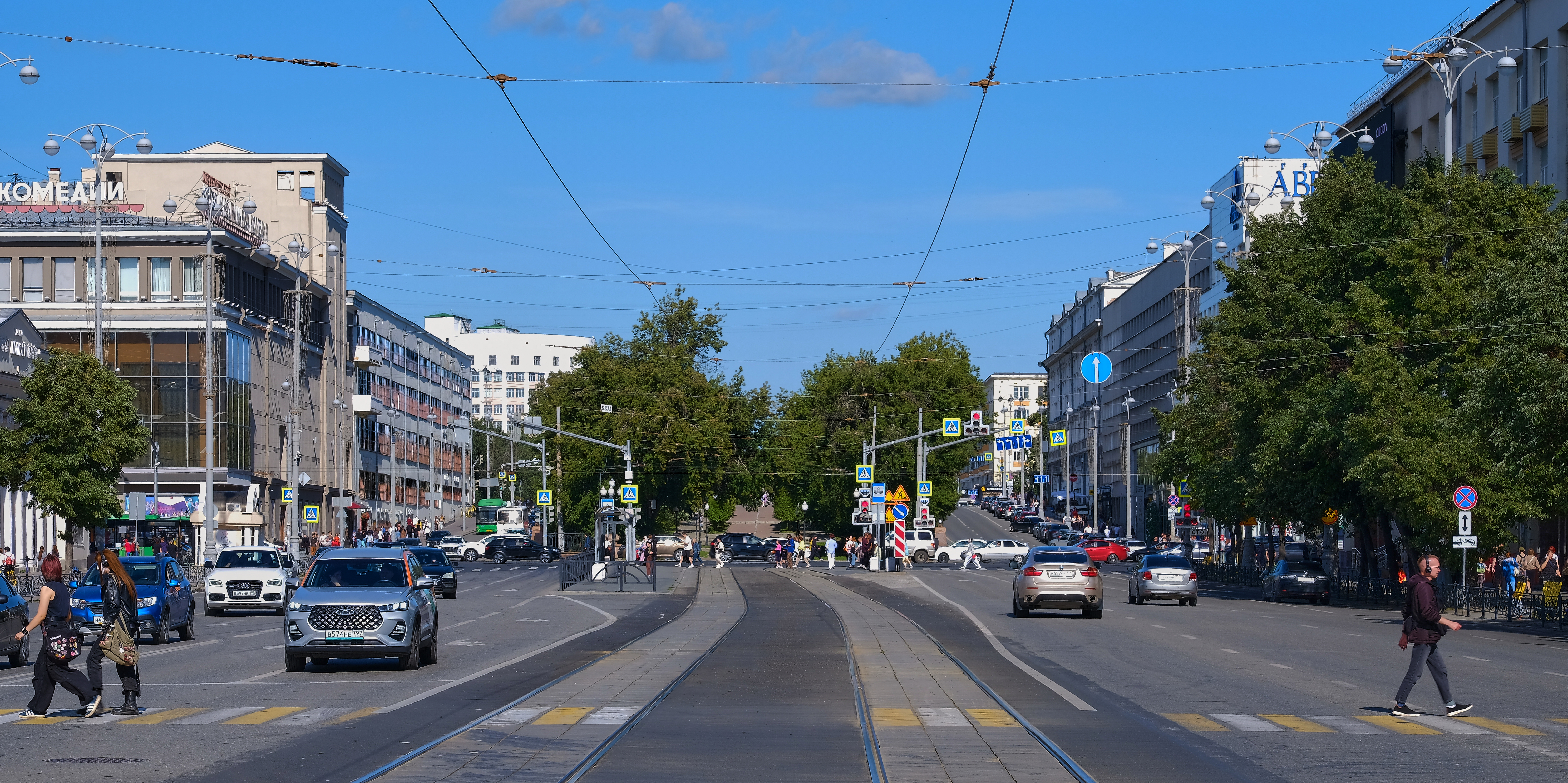
Вид на восток от улицы Пушкина

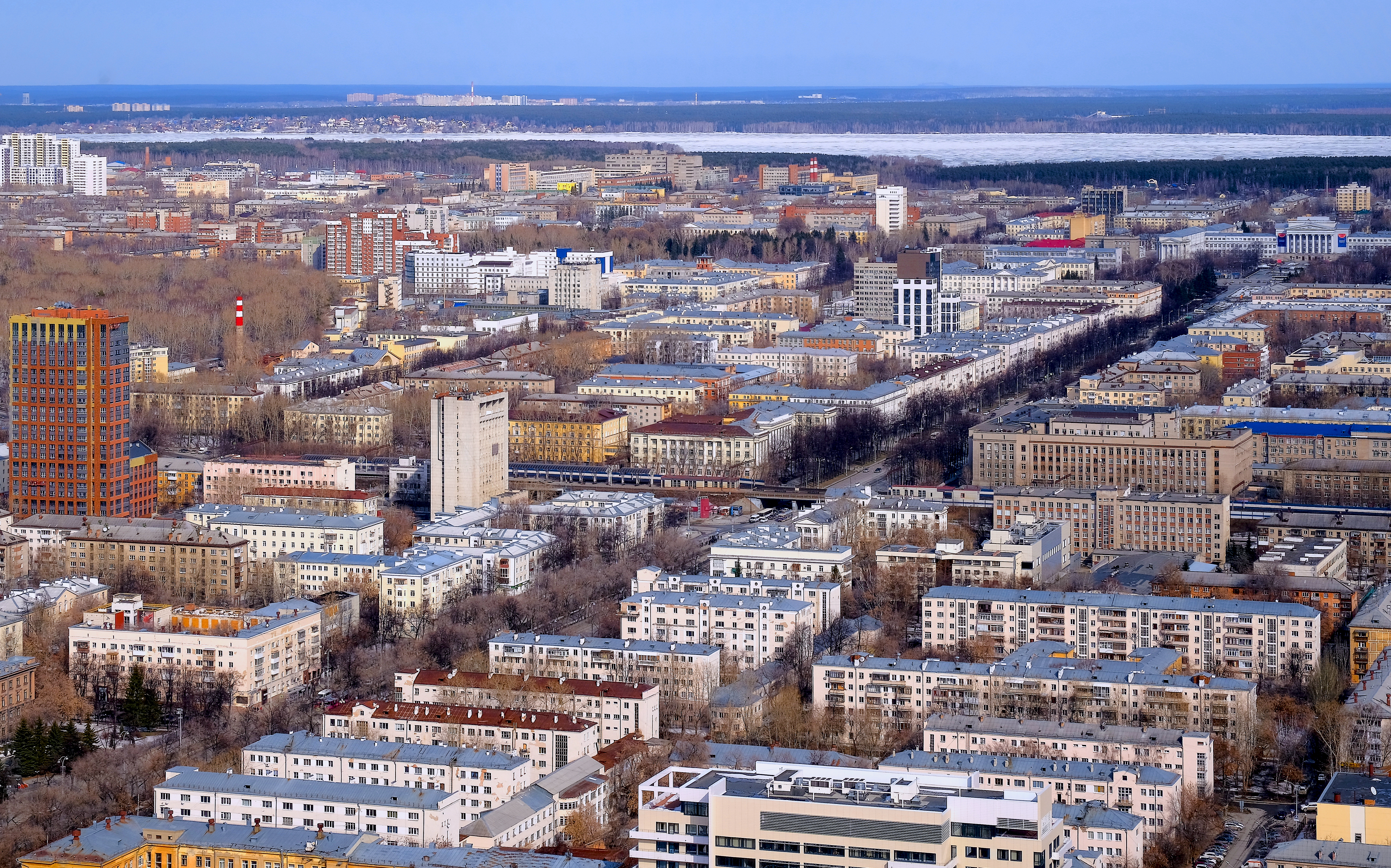
Вид на проспект со смотровой площадки Высоцкого

В послевоенные годы возобладал стиль «сталинский неоклассицизм». Застроен квартал от улицы Восточная (1953—1960), включая институт Уралгипромез и Уральский политехникум. В 1954 году сдан жилой «Дом Артистов» (д. 46). Построено здание Уральского совнархоза (д. 51, архитектор А. П. Тафф, 1957 г., позднее Уральский государственный университет). 18 июля 1959 года зажжён Вечный огонь у братской могилы на площади Коммунаров. 5 сентября 1962 года улица Ленина стала проспектом. Затем преобладал «советский модернизм». Реконструировано здание театра музыкальной комедии и кинотеатра «Совкино» (д. 45, 1962, арх. П. Д. Деминцев). В 1961 году были снесены последние кварталы со старой деревянной застройкой близ Оперного театра и выстроены два жилых дома (1962—1963 гг., арх. П. Д. Деминцев и Ф. С. Таксис, № 53 на 147 квартир, с магазином «Спорт» и № 48 на 244 квартиры, с гастрономом «Центральный»). в 1962—1973 гг. реконструирована плотина Городского пруда, создан Исторический сквер. В 1963—1967 годах появился жилой дом и гостиница «Юбилейная» (с магазином «Океан»). За двумя исключениями, проспект сохранил свой облик с этого времени до наших дней.

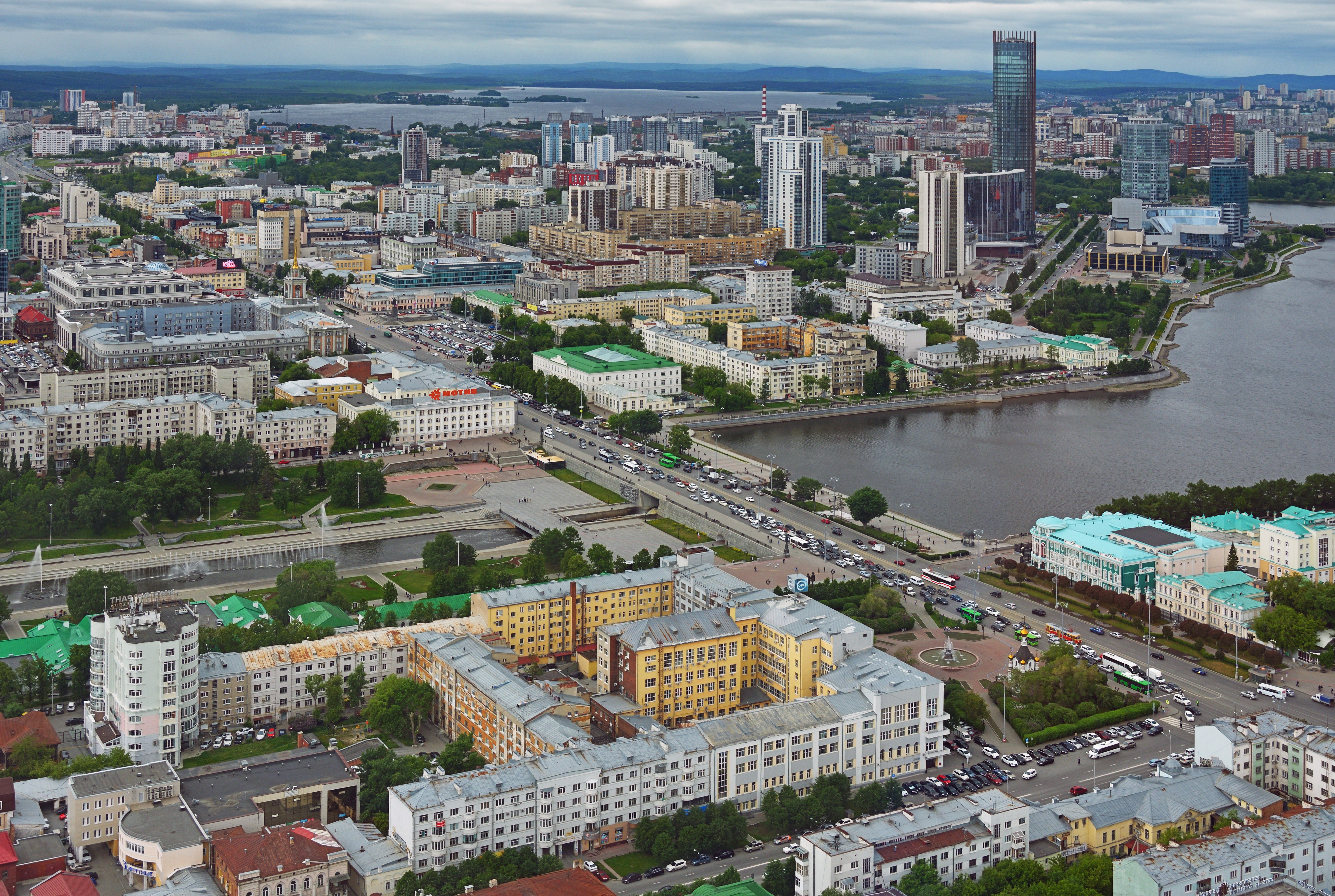
Плотина городского пруда является частью проспекта Ленина

В феврале 1979 года был открыт подземный переход на пересечении с улицей Восточной.

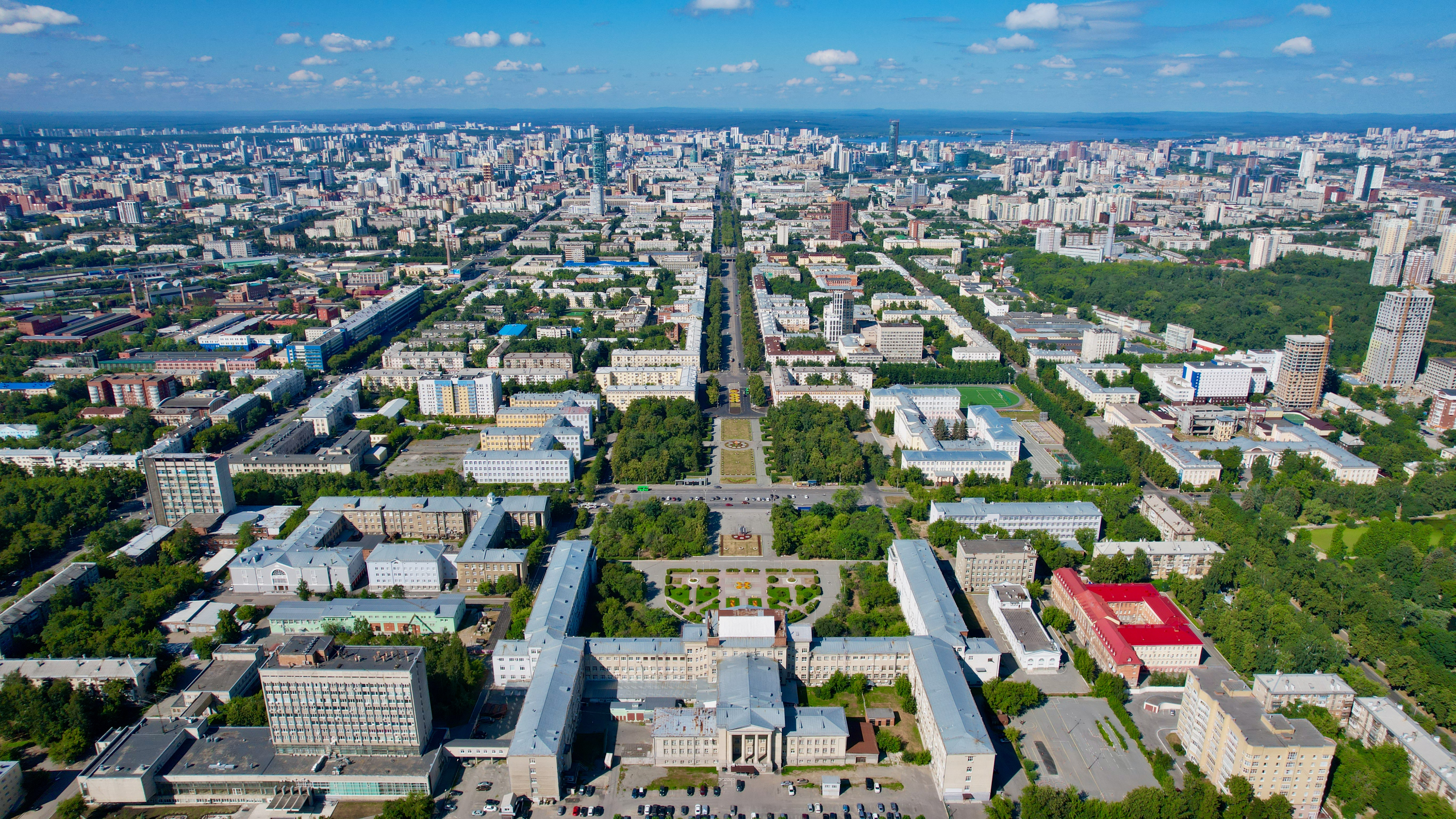
Перспектива проспекта со стороны УГТУ-УПИ

В 1987 году было построено многоэтажное новое здание завода ОЦМ (д. 8). В 1995 году, к 50-летию Победы перед зданием штаба УрВО был открыт памятник Г. К. Жукову (скульптор К. Г. Грюнберг, архитектор Г. И. Белянкин и С. Гладких), в 2003 году, на месте сквера на пересечении с ул. Хохрякова — «Корин центр на Ленина» (5 эт. бизнес-центр с офисами нескольких банков).

## Достопримечательности
- № 1 — Дворец молодёжи (1973)
- № 5, 5/1, 5/2, 5/3, 5/4 — комплекс «4-й Дом Горсовета» (корпуса А, Б, В, Г, Д) (1929—1931)
- № 5л — офисный центр «Самолёт» (2005)
- № 6а — Здание Екатеринбургской конторы Государственного банка (арх. И. Л. Фальковский, 1895). В здании располагается Военный комиссариат Свердловской области
- № 6б — Здание Екатеринбургская конторы Государственного банка (арх. М. П. Малахов, 1847 год). В здании располагается Военный комиссариат Свердловской области
- № 11а — Храм во имя Святителя Иннокентия, митрополита Московского
- № 13 — Свердловский мужской хоровой колледж
- № 13А — Жилой дом аффинажного завода
- № 13б — Итальянский колледж УрФУ
- № 15а — Управление по борьбе с экономическими преступлениями Свердловской области
- № 17 — ГУ МВД России по Свердловской области
- № 24а — Здание Свердловского городского совета народных депутатов
- № 25 — торговый и деловой центр «Европа» (бывшие дома купцов Коробковых)
- № 26 — Уральская государственная консерватория им. М. П. Мусоргского
- № 27 — банк ВТБ
- № 28 — Уральский государственный колледж им. И. И. Ползунова
- № 33 — Гимназия № 9. До революции здесь располагалась Мужская классическая гимназия (в комплекс гимназической территории входили также баня, прачечная, сад и домовая церковь (1889).
- № 35 — Дом Севастьянова
- № 36 — Первый дом Горсовета
- № 37 — Музей истории камнерезного и ювелирного искусства
- № 39 — Екатеринбургский почтамт. До революции на этом месте находился каменный двухэтажный дом со службами и баней, магазином и фруктовым погребом, принадлежавший купеческой жене Ивановой Надежде Кирилловне (1889 г).
- № 43 — кинотеатр «Колизей» (бывший Первый городской театр)
- № 45, № 47 — Театр музыкальной комедии
- № 49 — Дом печати
- № 46а — Театр оперы и балета
- № 50ж — клуб строителей (1929—1933, архитектор А. Я. Корнфельд), с 1943 года здание занимала Свердловская киностудия
- № 51 — Здание Свердловскугля (1949—1957, архитектор А. П. Тафф)[2], позднее Уральский Совнархоз, ныне — Уральский государственный университет им. А. М. Горького; ранее по этому адресу располагался каменный двухэтажный дом с мезонином, службами, двумя банями и садом, принадлежавшие жене коллежского советника Зинаиде Федоровне Мостовенко. Дом стоял прямо на пересечении современных улиц Тургенева и пр. Ленина, вдоль красной линии. Дом был снесён при строительстве УрГУ. Тогда же был снесён дом № 53 — полукаменный двухэтажный особняк с мезонином, службами и баней, принадлежавший жене чиновника Машановой Любови Прокопьевне
- № 52-54 — Дома Госпромурала
- № 64а — Лицей № 88
- № 66 — 10й студенческий корпус УГТУ-УПИ
- № 69/1 — Гостиница «Исеть»
- № 69/10 — Свердловский областной краеведческий музей
- № 71 — Штаб Центрального военного округа
- № 89 — Уральский политехнический колледж, Уральский экономический колледж
- № 91 — Екатеринбургский автомобильно-дорожный колледж

С запада на восток
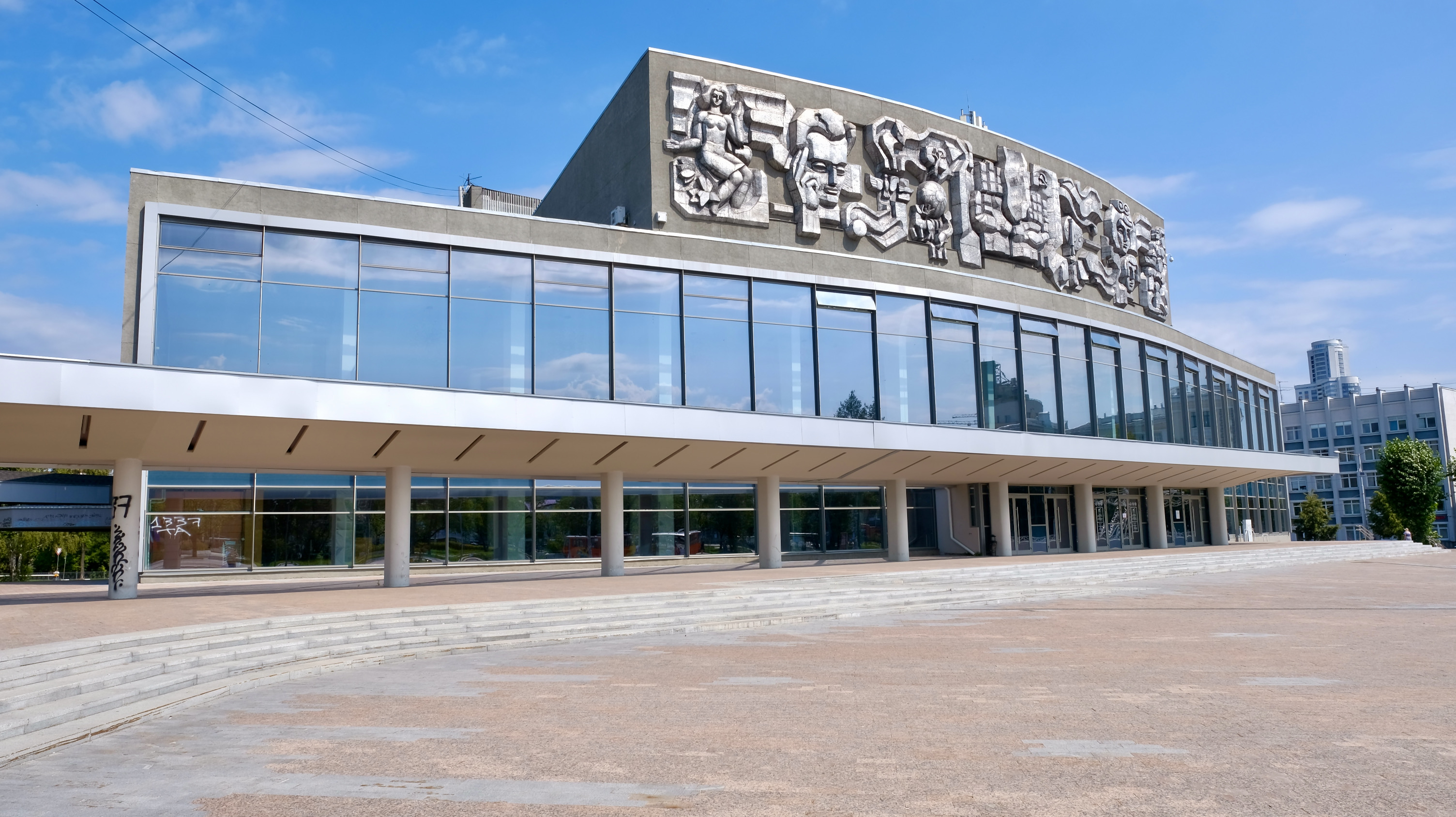
Дворец молодёжи
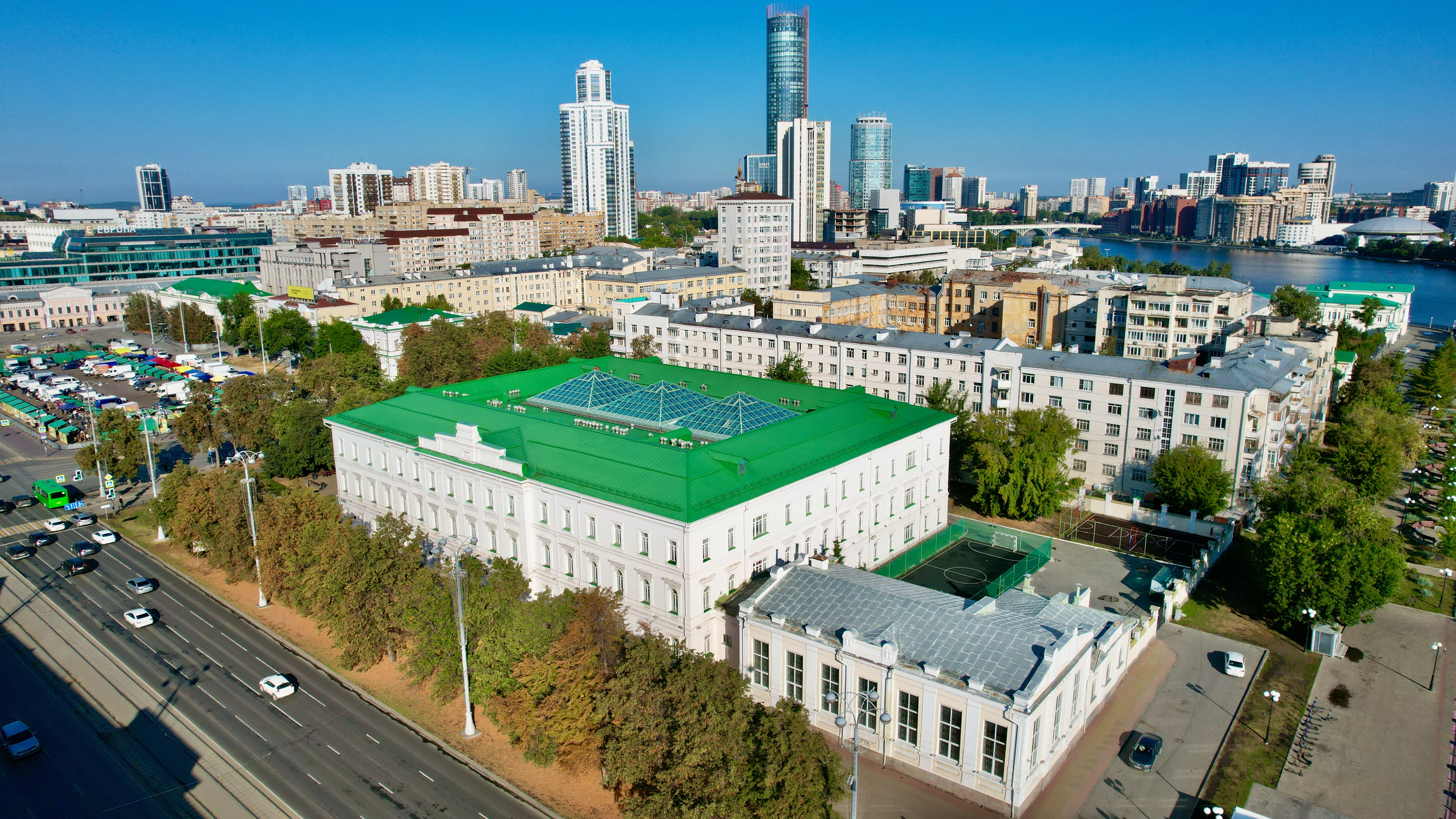
Гимназия № 9
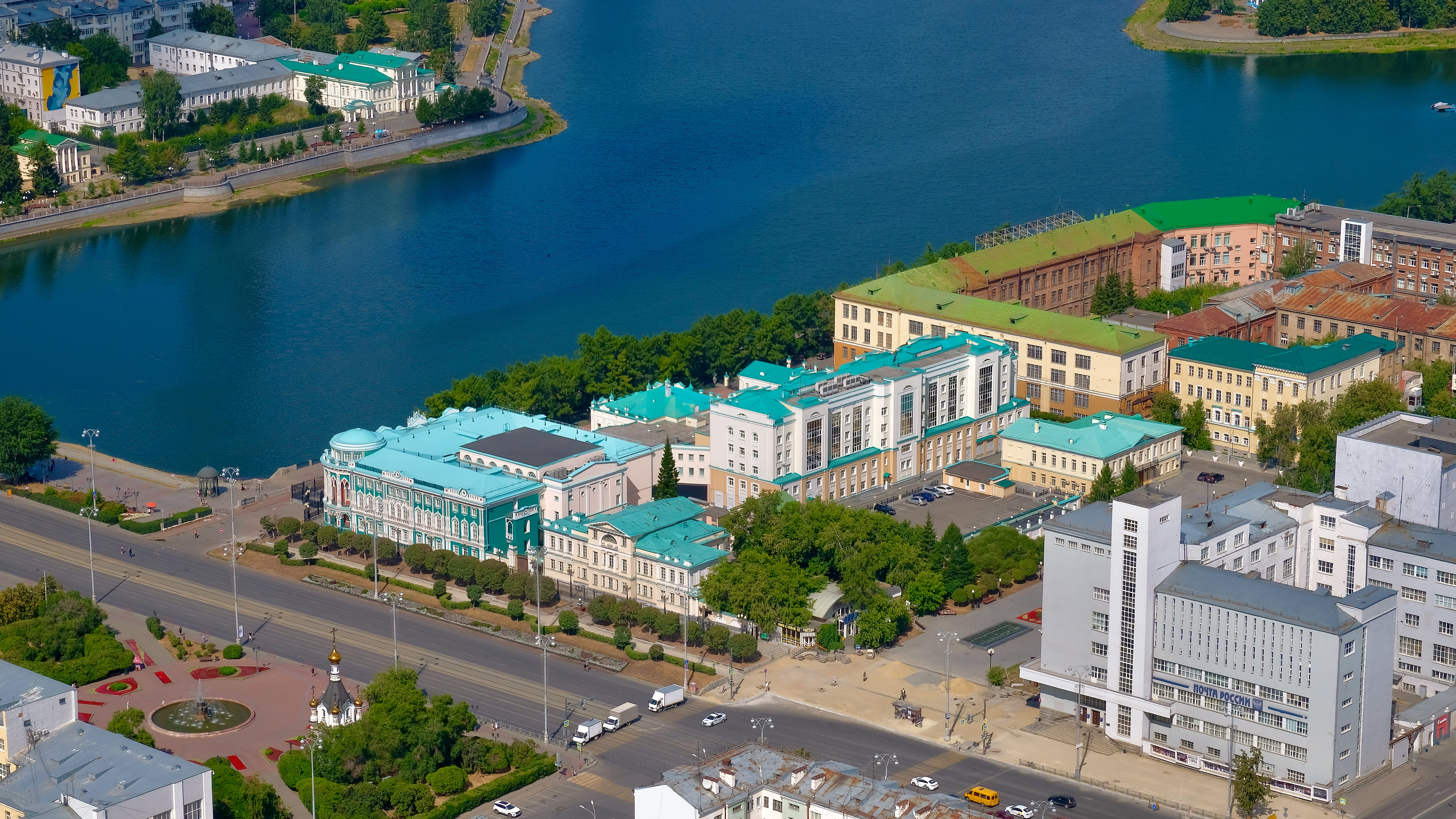
Дом Севастьянова (слева) и Главпочтамт
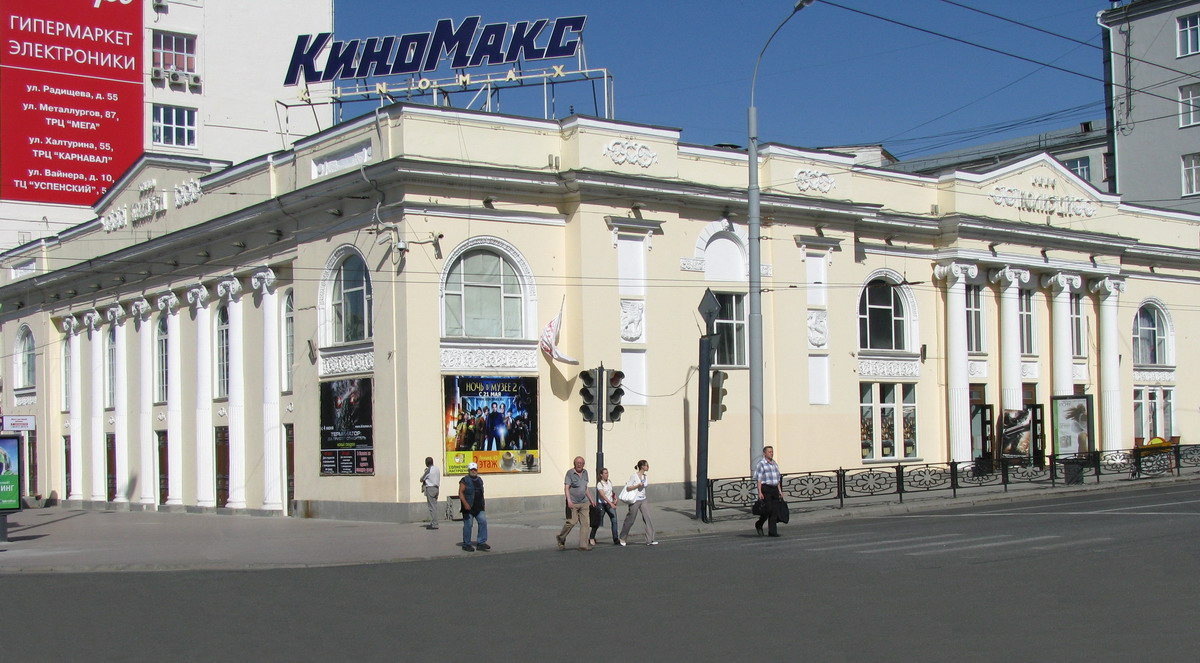
Кинотеатр «Колизей»
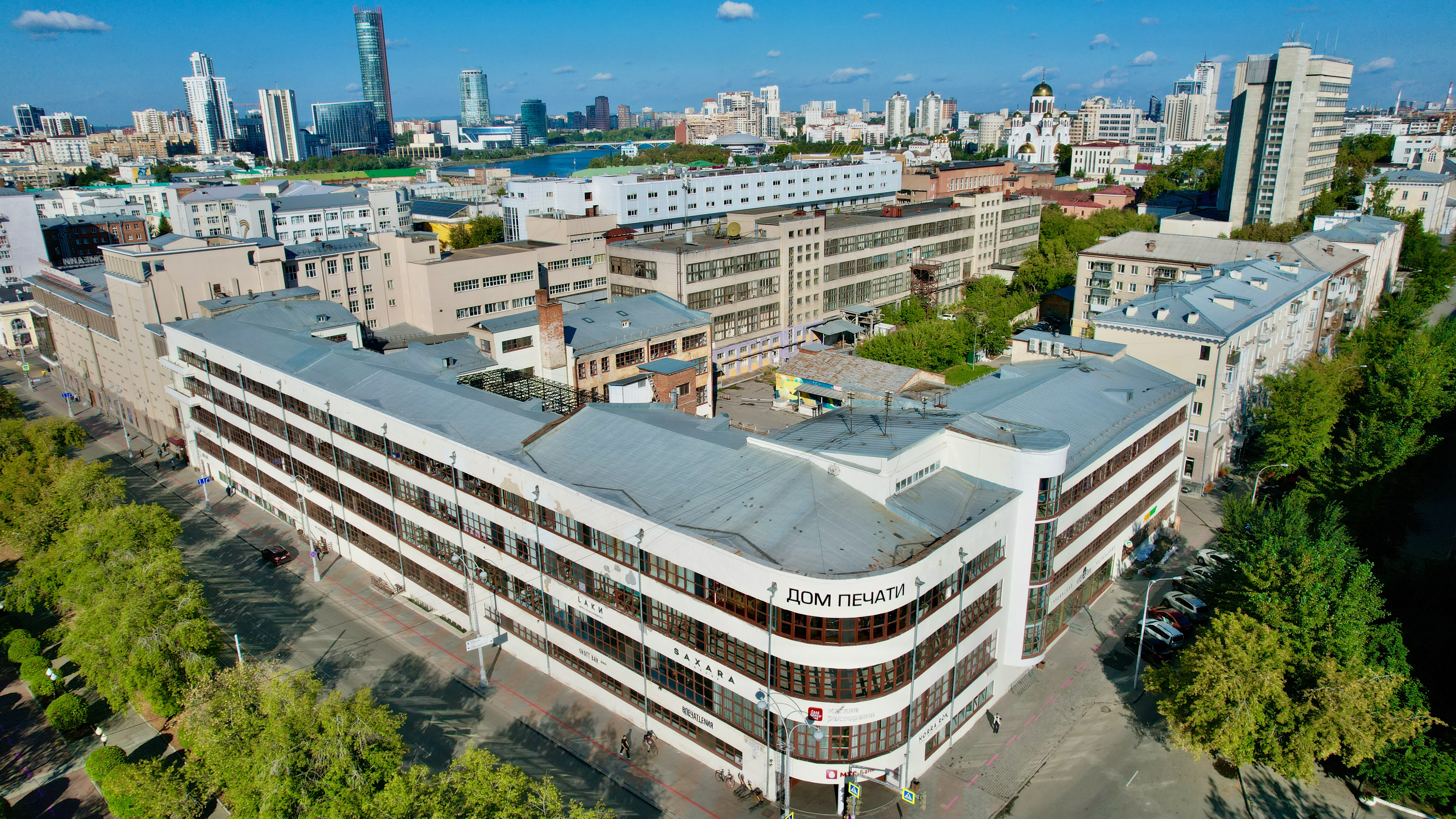
Дом печати
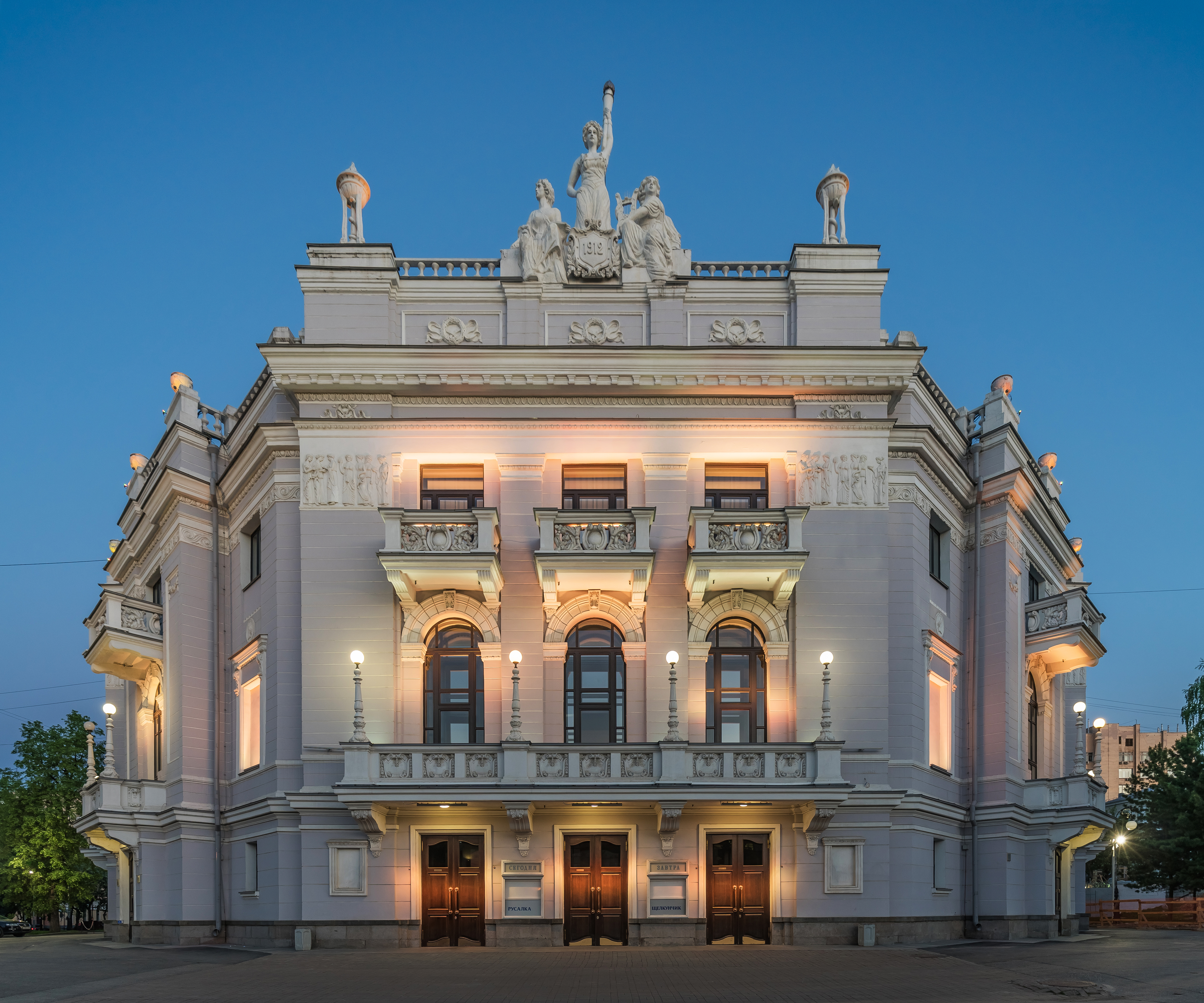
Екатеринбургский театр оперы и балета
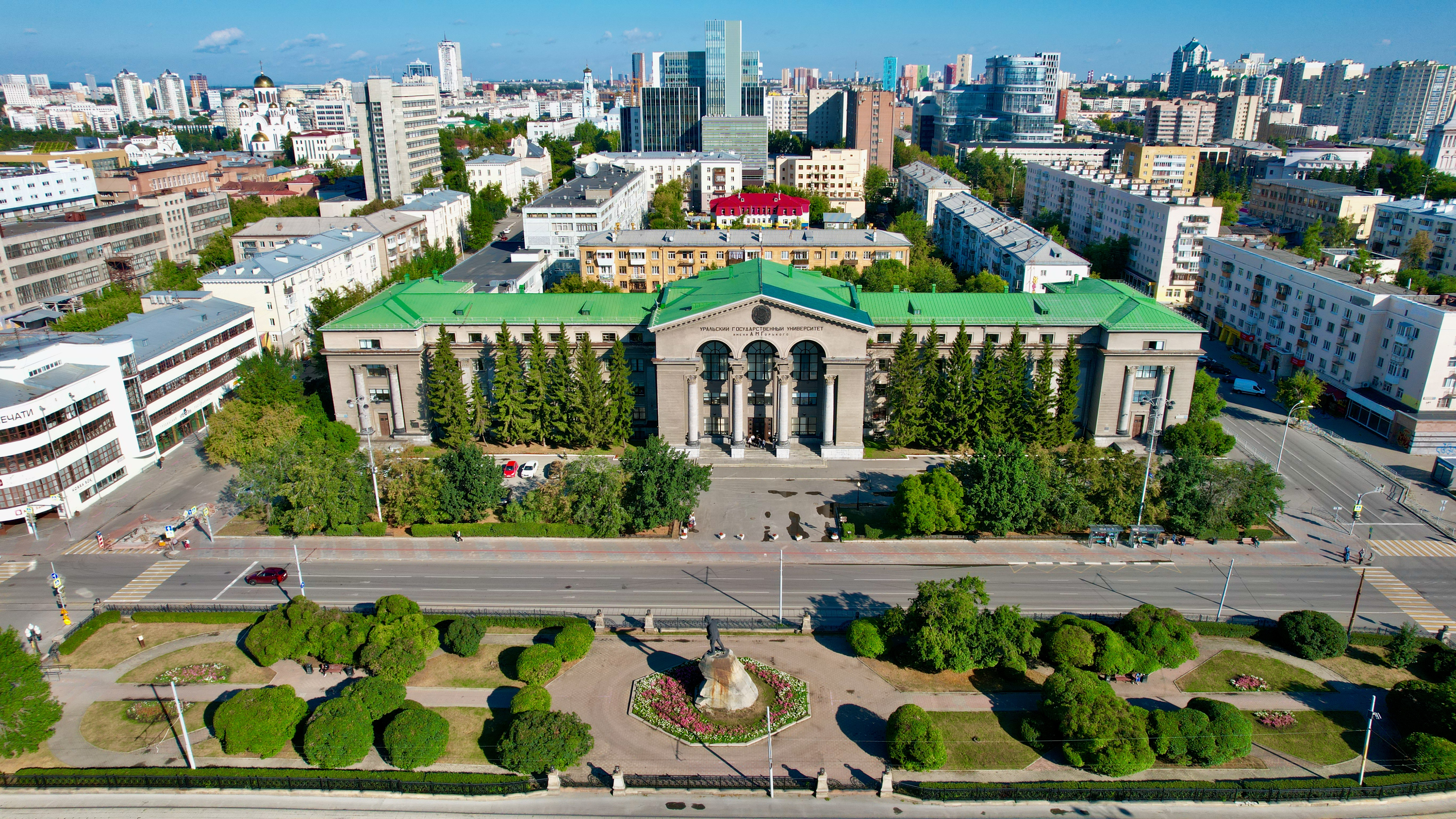
УрГУ им. А. М. Горького (ныне УрФУ)
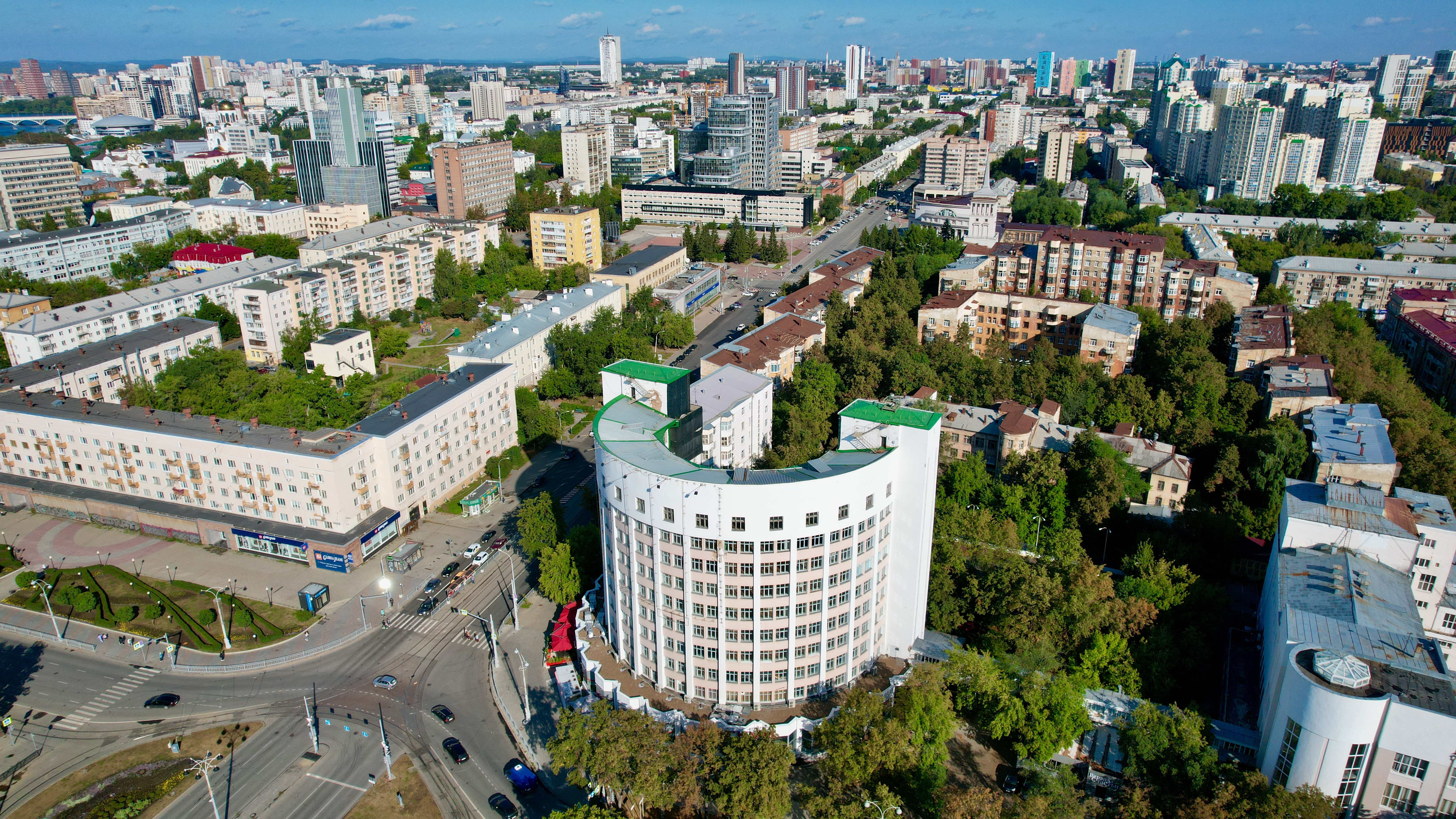
Гостиница «Исеть»
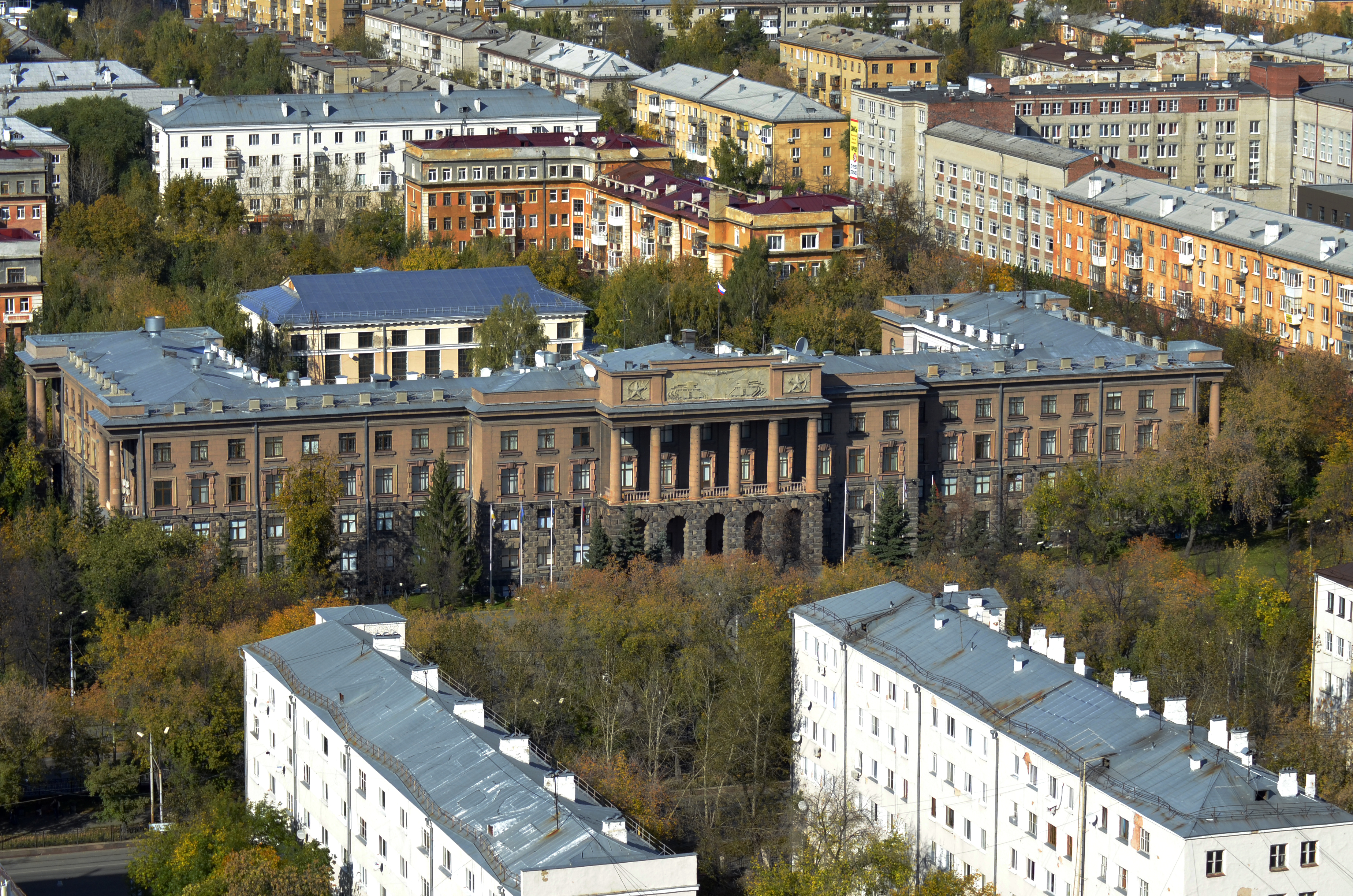
Штаб Центрального военного округа

## Памятники
- В сквере на углу проспекта Ленина и улицы Мичурина расположена скульптурная группа «Горожане. Разговор».
- У здания штаба Уральского военного округа (напротив его центральной части) — памятник Г. К. Жукову.
- Напротив здания Уральского Государственного университета (Ленина, 51) — памятник Я. М. Свердлову.
- В сквере на площади Труда — памятник А. С. Попову.
- На площади 1905 года — памятник В. И. Ленину.

С запада на восток
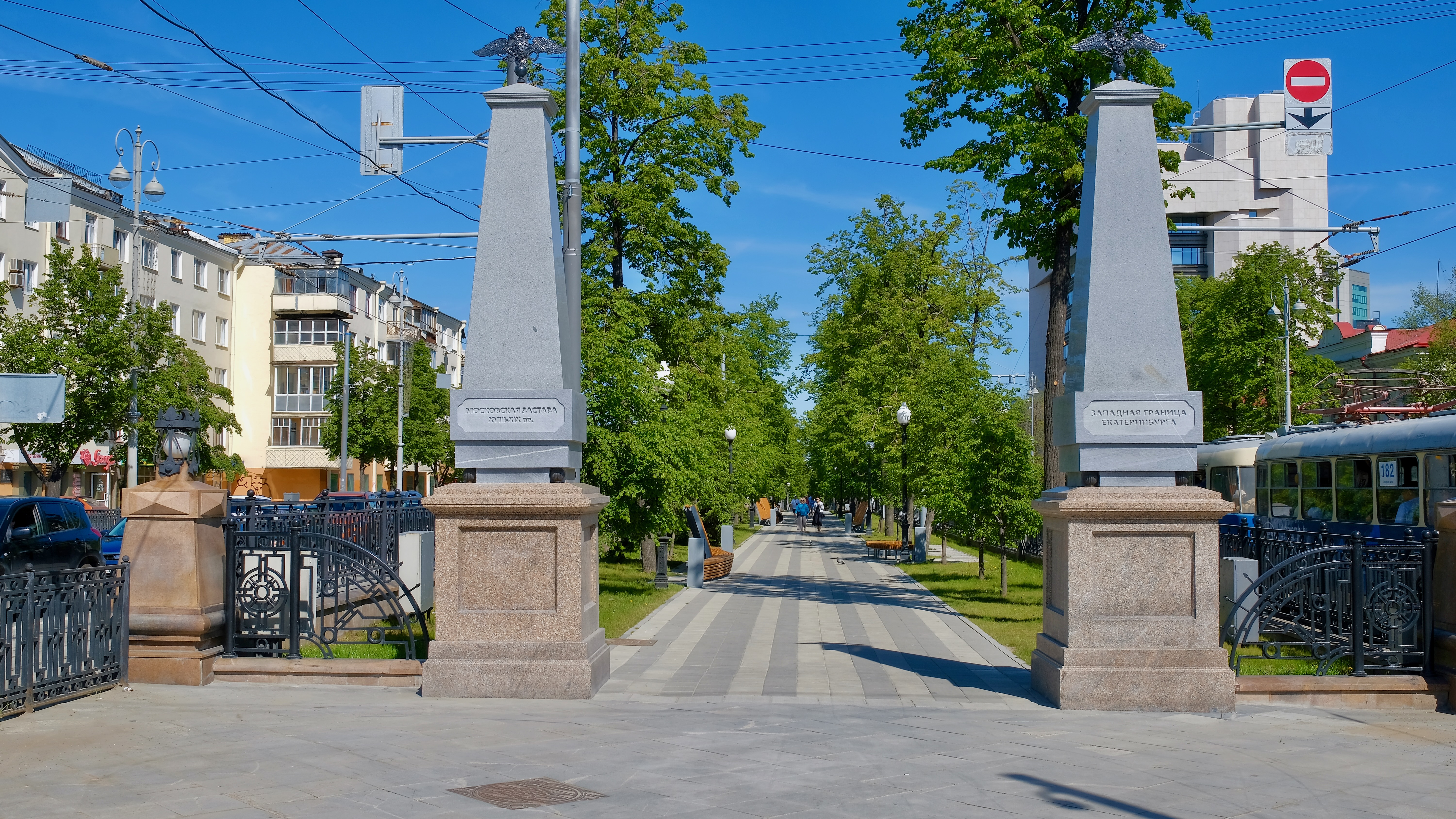
Обелиски «Московской заставы» — историческая западная граница города
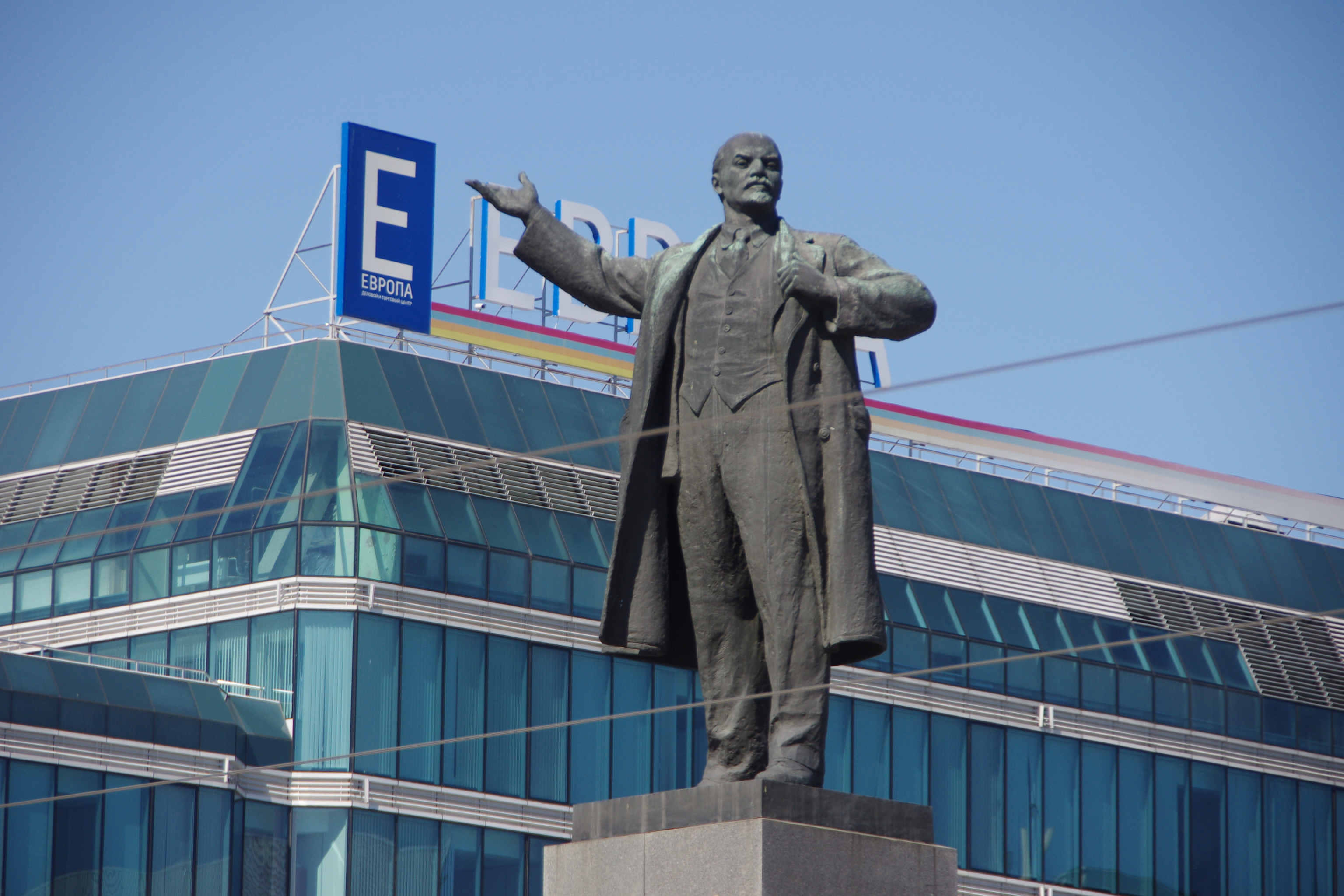
Памятник В. И. Ленину
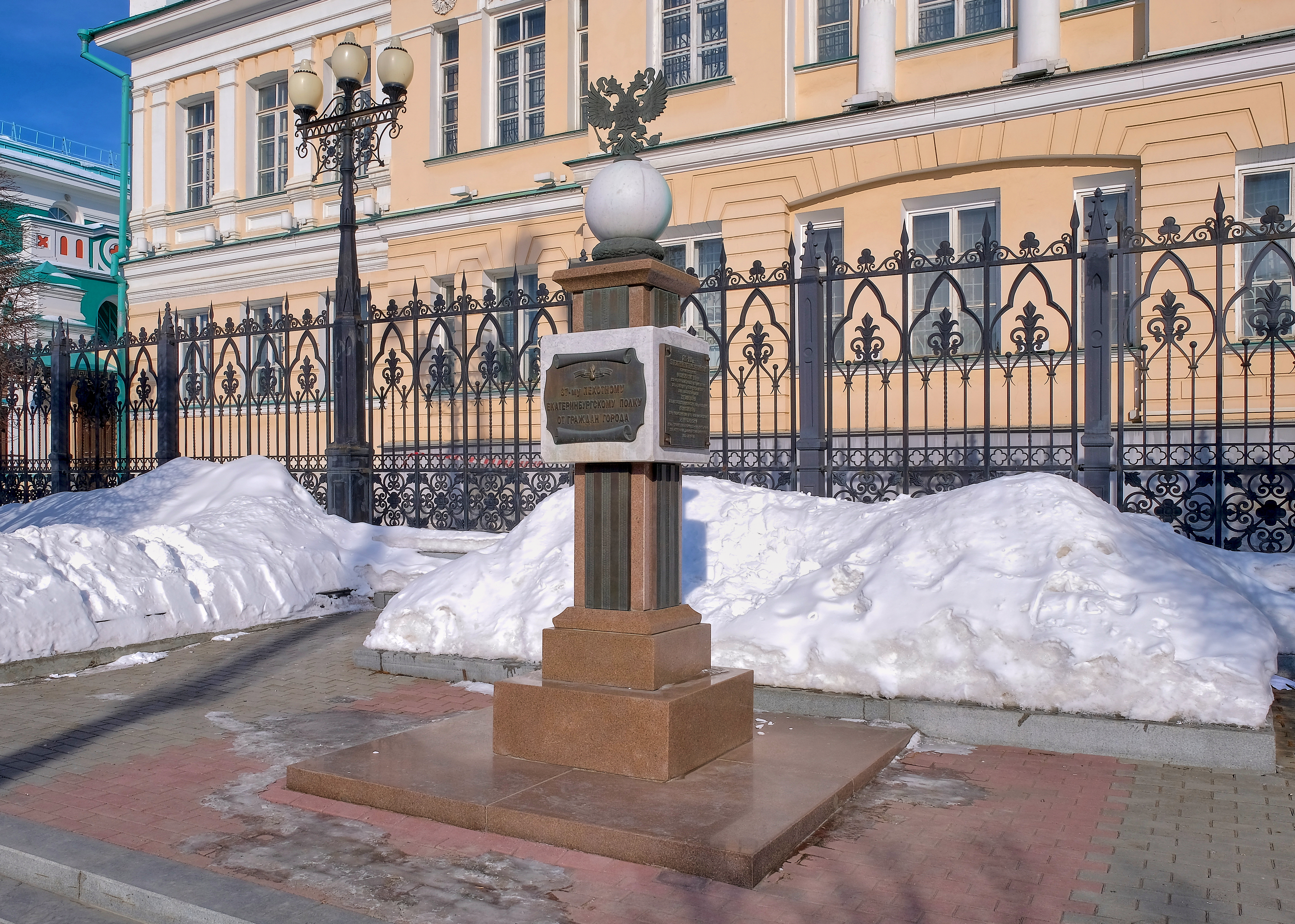
Памятник 37-му пехотному полку
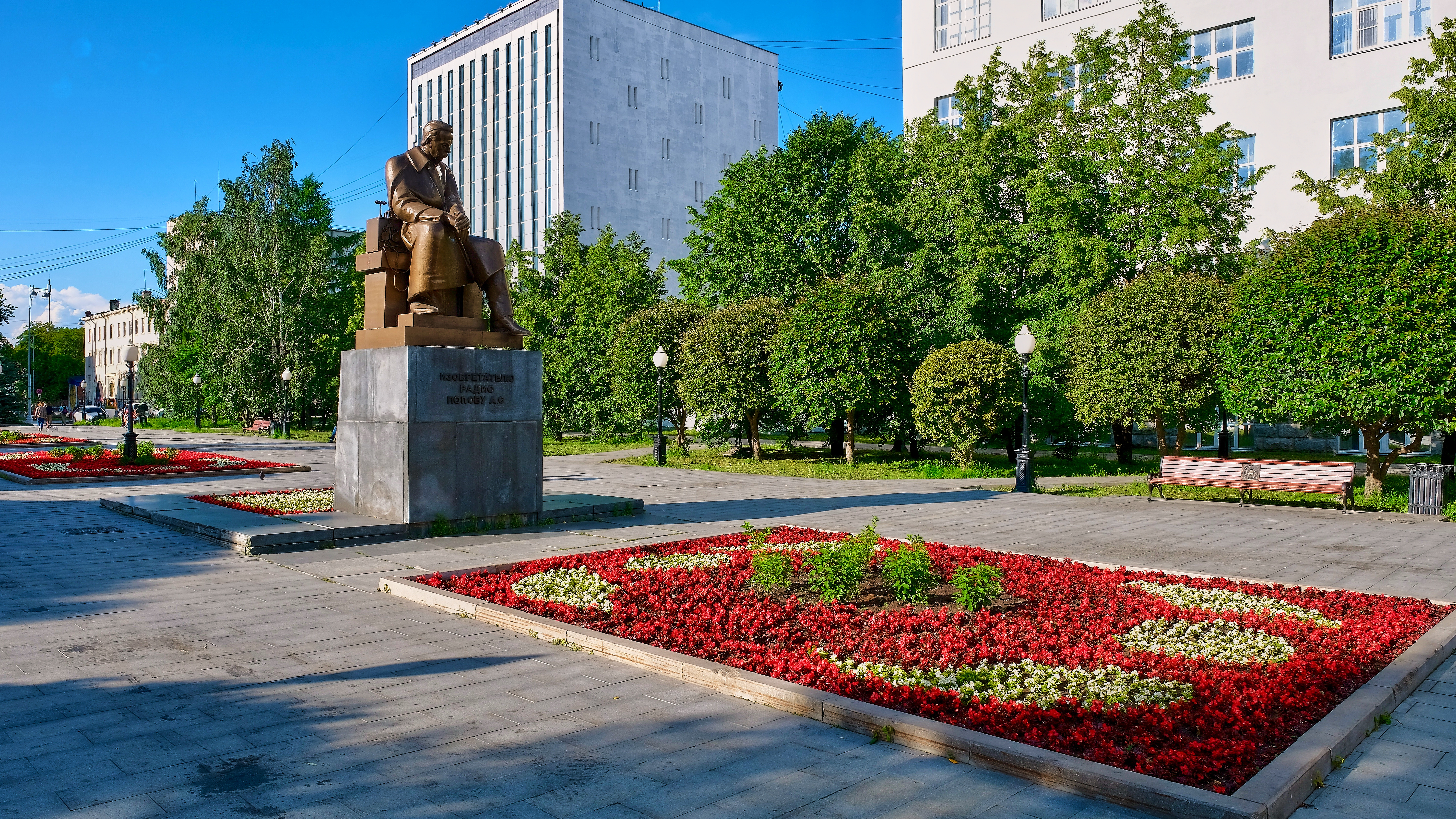
Памятник А. С. Попову
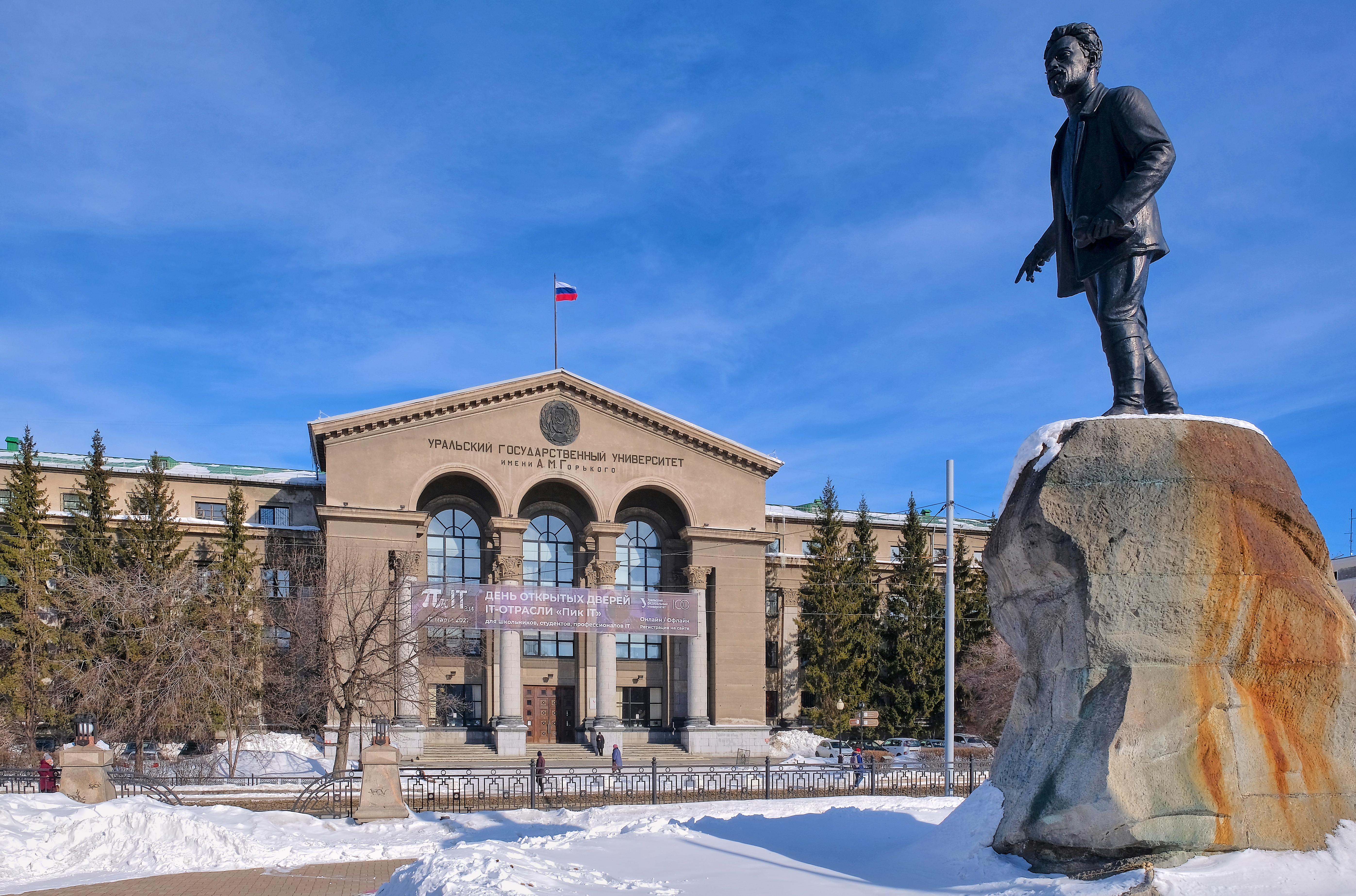
Главный корпус УрГУ и памятник Я. М. Свердлову
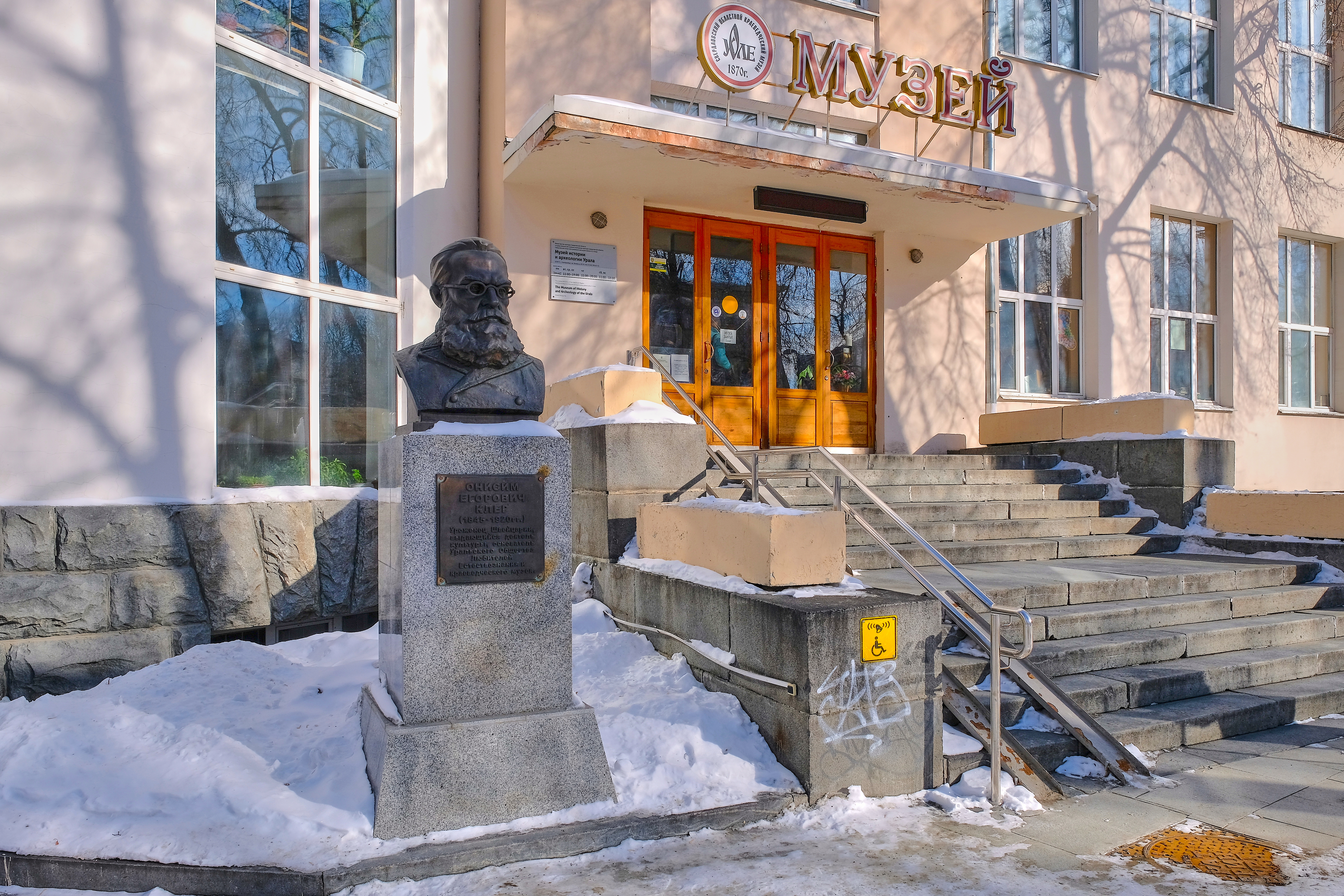
Бюст основателя УОЛЕ О. Е. Клера
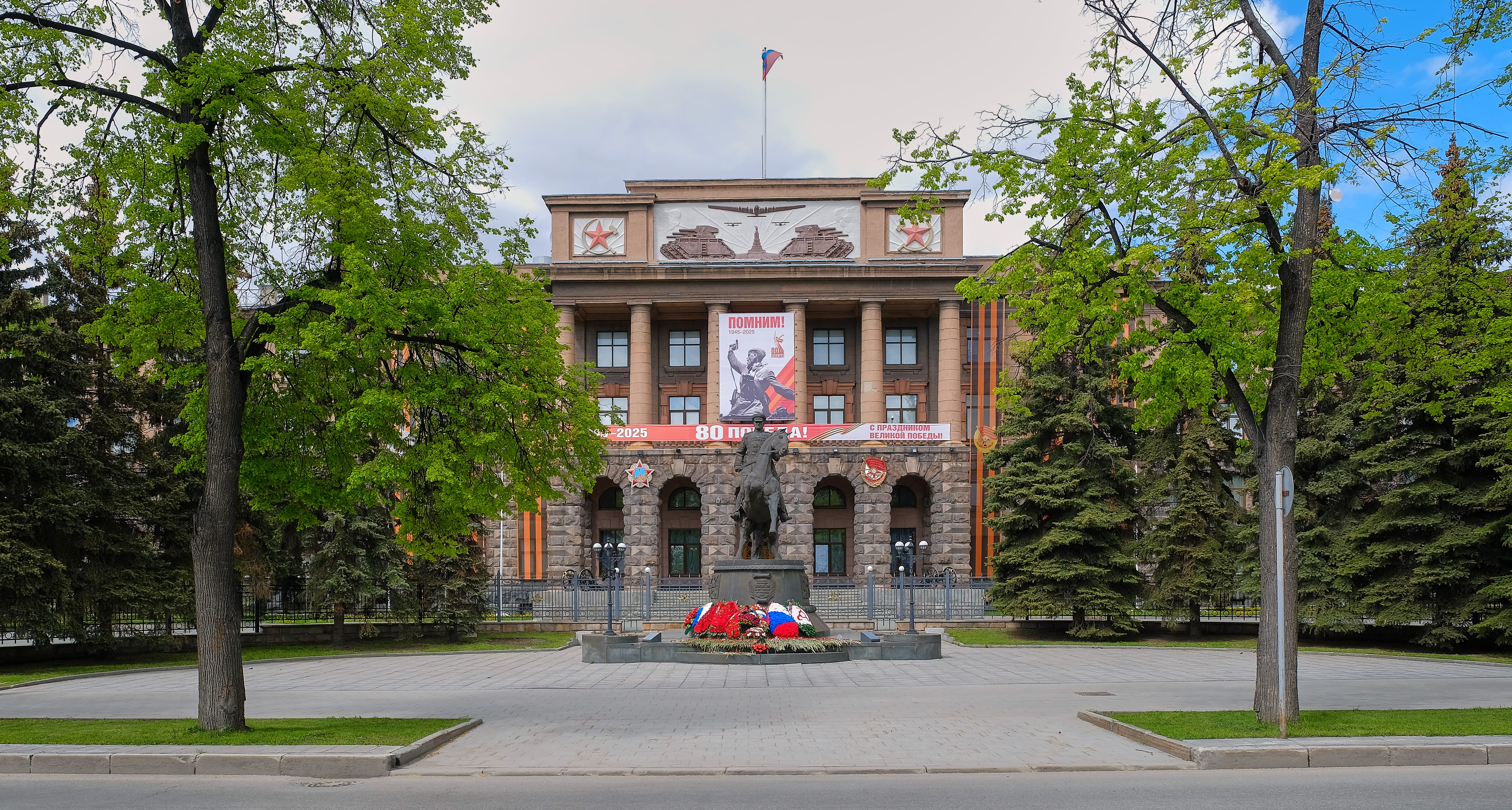
Здание Штаба ЦВО и памятник Г. К. Жукову
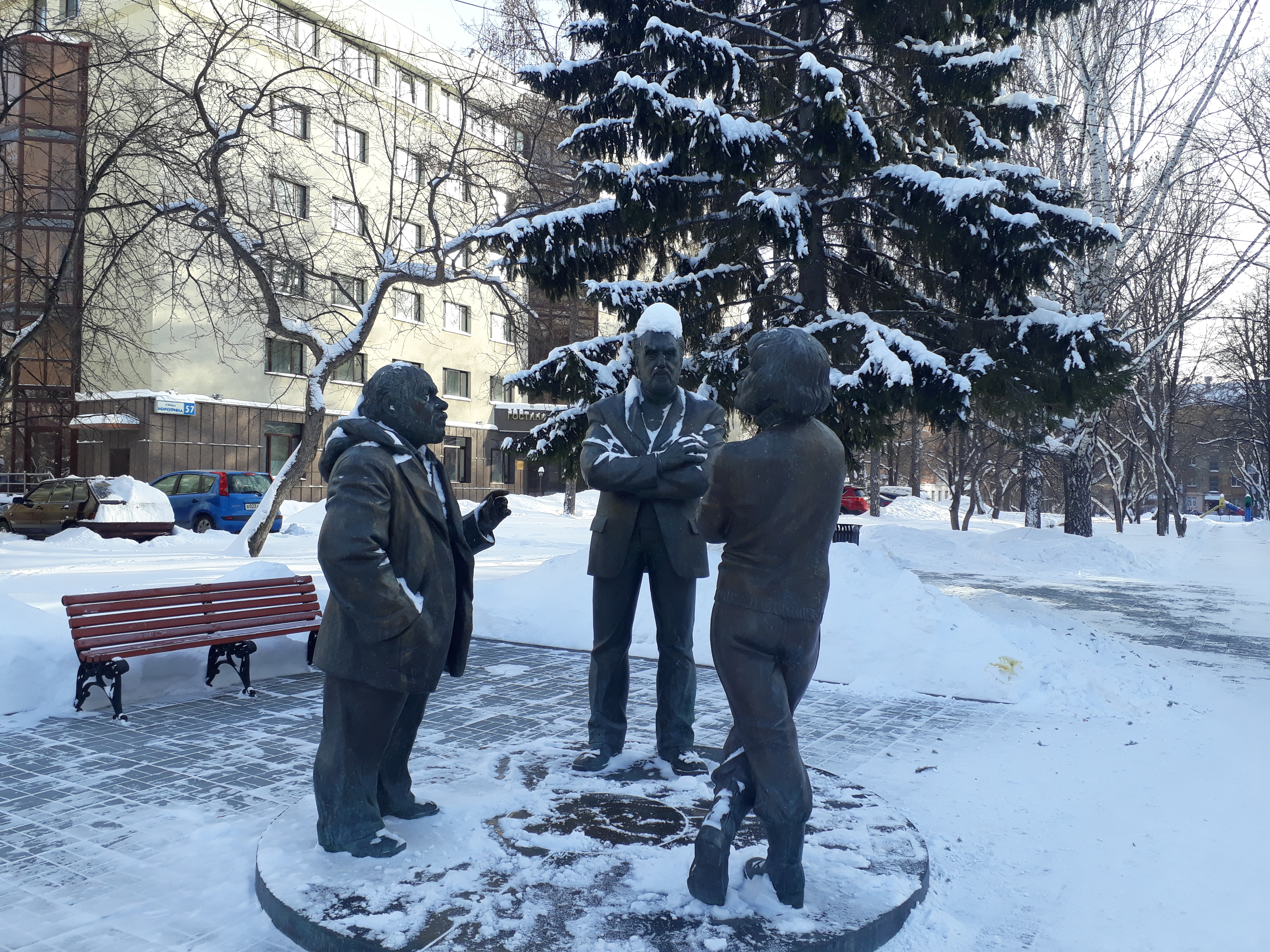
«Горожане. Разговор»